# Проскурівсько-Чернівецька операція
Проскурівсько-Чернівецька операція (4 березня 1944 — 17 квітня 1944) — наступальна операція радянських військ 1-го Українського фронту у взаємодії з військами 2-го Українського фронту, проведена з метою розгрому основних сил німецької групи армій «Південь» на Правобережжі України 1944 року. Складова частина Дніпровсько-Карпатської стратегічної наступальної операції на Східному фронті Другої світової війни.

## Передумови операції
У результаті Рівненсько-Луцької операції 1944 війська 1-го Українського фронту зайняли вигідний рубіж для удару із сходу у фланг і тил німецьких військ групи армій «Південь».

## Військові сили
На початок березня 1944 перед 1-м Українським фронтом Маршала Радянського Союзу Г. К. Жукова (13-та, 60-та, 1-ша гвардійська, 18-та, 38-я армія, 4-та, 3-тя гвардійська і 1-ша танкова армія, 2-га повітряна армія) оборонялись 4-та і 1-ша танкова армія групи армій «Південь» (з 5 квітня — «Північна Україна») генерал-фельдмаршала Е. Машнтейна, (з 31 березня генерал-фельдмаршал В. Модель), підтримувані 4-м повітряним флотом.

## План операції
За задумом радянського командування 1-ша, 3-тя гвардійські, 60-та загальновійськові та 4-та танкова армія мали завдати головний удар в стик 1-ї і 4-ї танкових армій противника в напрямку на Чортків, а допоміжний — лівим крилом фронту: 18-та — на Хмільник, 38-ма — у фланг уманського угрупування противника. 13-та армія мала забезпечувати наступ ударного кулака фронту із сходу.
Лівофлангові 18-та і 38-ма армії завдавали удару на північний захід — на Кам'янець-Подільський. Після форсування Дністра, з ходу, вони повинні були наступати на захід і вийти на державний кордон. 13-й і 60-й арміям наказувалося з опануванням рубежу Берестечко — Броди — Городище — Бучач продовжувати наступ на захід з метою захопити Львів та Перемишль. Для цього належало перегрупуватися таким чином, щоб посилити праве крило фронту. В прискореному порядку повинна була доукомплектуватися 3-тя гвардійська танкова армія з метою використання її для захоплення Львова та Перемишля. Одночасно отримав директиву і 2-й Український фронт. Йому ставилося завдання переслідувати відступаючі війська противника, не даючи їм можливості організувати оборону по Південному Бугу. Головне угрупування військ фронту повинно було вийти в район Могилів-Подільський, Ямпіль, захопивши переправи на Дністрі.
Завдання, визначені, показують, що на другому етапі основна мета операції полягала в розгромі спочатку флангових 1-ї та 4-ї танкових армій противника, а потім і всієї групи армій «Південь» загальним наступом військ 1-го і 2-го Українських фронтів. Значна роль відводилася і лівофлангові арміям 1-го Українського фронту, які мали з ходу форсувати Дністер і оволодіти Чернівцями.

## Хід операції
4 березня 1944 року перейшли в наступ війська головного угрупування фронту, 5 і 11 березня — 18-та і 38-ма армія. 7-10 березня передові частини танкових з'єднань вийшли на рубіж Тернопіль — Проскурів і перерізали залізницю Львів — Одеса — головну комунікацію всього південного крила німецьких військ. Командування німецьких армій групи армій «Південь» ввело в бій великі сили (9 танкових і 6 піхотних дивізій) і зробили ряд контрударів. У сформованій обстановці радянське командування вирішило тимчасово припинити наступ військ на головному напрямку, щоб відбити контрудари противника, підтягти сили і підготувати потужніший удар.
11 березня Ставка Верховного Головнокомандування уточнила задачу 1-го Українського фронту: головним силам з ходу форсувати річку Дністер, зайняти Чернівці і вийти на державний кордон СРСР, військам лівого крила наступати на Кам'янець-Подільський, а військам правого крила — на Броди, Львів. До 21 березня 18-та і 38-ма армія захопили Хмільник, Вінницю, Жмеринку і відтіснили розбиті частини 1-ї танкової армії противника до Кам'янець-Подільського, 13-та армія вийшла на підступи до Бродів.
21 березня війська фронту, відбивши контрудари противника, відновили наступ на головному напрямку, де були (вперше у війні) зосереджені три танкові армії. 23 березня передові частини 1-ї танкової армії захопили Чортків, 24 березня з ходу форсували річку Дністер, 29 березня — річку Прут і захопили Чернівці. 4-та танкова армія, зробивши обхідний маневр із заходу, 26 березня захопила Кам'янець-Подільський. 3-тя гвардійська танкова армія виходила в район Кам'янець-Подільського із сходу. (28 березня виведена в резерв для укомплектування). 1-ша танкова армія противника була відсічена від 4-ї танкової армії, а з виходом правофлангових з'єднань 2-го Українського фронту до Хотина виявилася оточеною на північ від Кам'янця-Подільського.
Однак недостатня кількість сил, особливо танків, в 1-му Українському фронті не дозволив створити суцільний внутрішній фронт оточення, швидко розчленувати і знищити угрупування супротивника. Ціною важких втрат ворожі сили (23 дивізії, у тому числі 10 танкових) пробились уздовж лівого берега Дністра до Бучача, де 7 квітня з'єдналися з військами, що наносили контрудар на південь від Львова. Гітлерівське командування перекинуло на правобережну Україну війська з Франції (у тому числі 2-й танковий корпус СС), Німеччини, Румунії, Югославії та Угорщини (1-ша армія). Відбивши контрудари противника, 17 квітня війська фронту, за наказом Ставки Верховного головнокомандування, перейшли до оборони на рубежі західніше Торчина, Бродів, на схід від Бучача, Станіслава, Надвірної, далі вздовж кордону з Чехословаччиною та Румунією.

## Результати операції
У результаті Проскурівсько-Чернівецької операції війська 1-го Українського фронту просунулися на західному та південному напрямках на 80-350 км, вигнали нацистських окупантів зі значної частини Правобережжя України і завдали тяжкої поразки 1-й і 4-й німецьким танковим арміям (20 дивізій противника втратили 50 % свого складу і більшу частину бойової техніки). Вийшовши до передгір'я Карпат і перерізавши основні комунікації противника, радянські війська розсікли його стратегічний фронт на дві частини. Проскурівсько-Чернівецька операція — одна з найбільших фронтових операцій війни. З'єднанням та частинам, які найбільше відзначились, присвоїли почесні назви «Проскурівські», 11 — «Вінницькі», 16 — «Чернівецькі», 5 — «Ямпільські», 4 — «Жмеринські», 2 — «Чортківські», 1 — «Заліщицькі».